# Pierre Janssen (journalist)

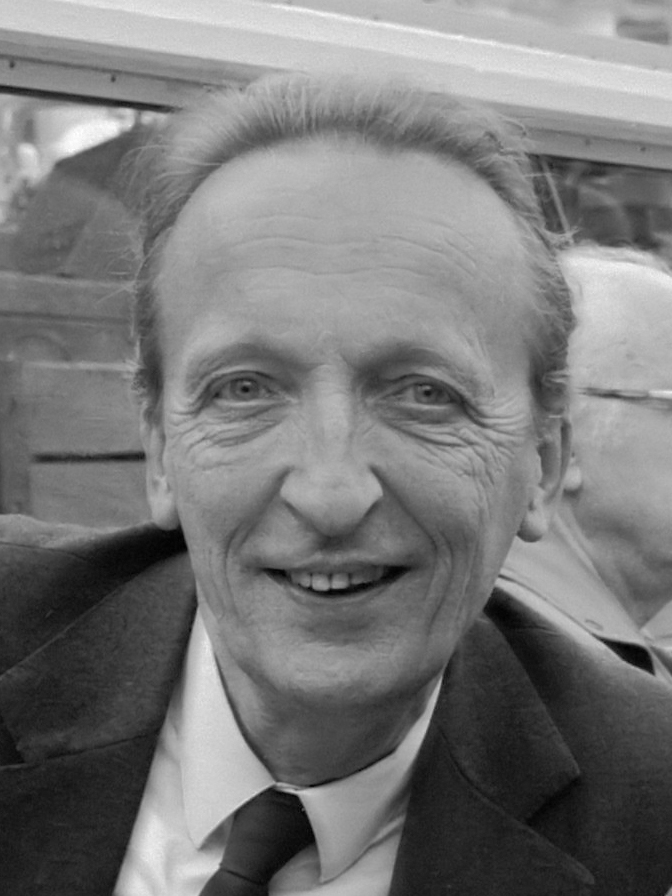
Pierre Janssen (1987)

Pierre Janssen (Arnhem, 19 september 1926 – Kerk-Avezaath, 27 oktober 2007) was een Nederlands journalist, museumdirecteur en televisiepresentator.

## Museumcarrière

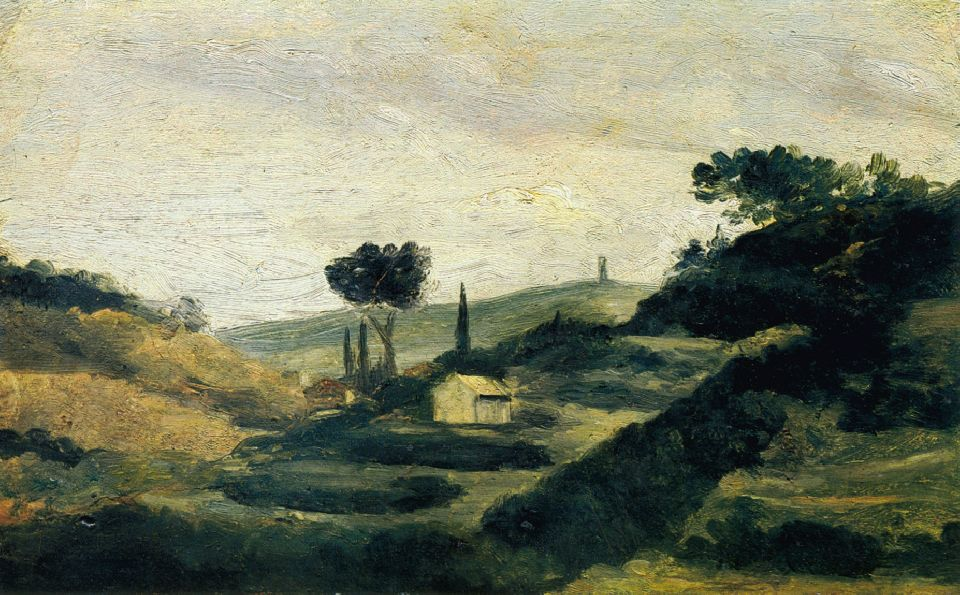
Het schilderij Paysage de la campagne d'Aix à la tour de César van Paul Cézanne, 1862

Tussen 1946 en 1956 werkte Janssen als journalist bij Het Vrije Volk. Hij werd daarna de conservator van het Stedelijk Museum Schiedam. Hij probeerde toen al het brede publiek te interesseren voor kunst door het geven van lezingen. Daarbij liet hij zich inspireren door de conservator van het Louvre, René Huyghe. In 1960, toen zijn televisie-carrière al gestart was, begon hij met kunstklassen. Voor het museum kocht hij onder andere werken van kunstenaars van de Cobra-groep, zoals Karel Appel, Lucebert en Constant Nieuwenhuijs.
Hij verliet in 1962 het Stedelijk Museum om lid van de kunstredactie te worden van Het Parool. In 1965 werd hij directeur van de Academie van Beeldende Kunsten Rotterdam (sinds 1998 bekend als de Willem de Kooning Academie). Van 1970 tot 1982 was hij ten slotte directeur van het Gemeentemuseum Arnhem. In 1980 kocht hij voor het museum 22 aquarellen van Co Westerik uit de jaren 60 en 70.
Het lievelingsschilderij van Janssen was Paysage de la campagne d'Aix à la tour de César van Paul Cézanne Hoewel de Nederlandse overheid dit als museumstuk wilde behouden, werd het verkocht aan een particulier.

## Televisie-carrière
Janssen presenteerde een beeldendekunstprogramma op de Nederlandse televisie, met als titel Kunstgrepen. Dit programma werd van 1959 tot 1972 in het winterseizoen op zondagavond uitgezonden door de AVRO. Het programma trok gemiddeld twee miljoen kijkers per uitzending en er werden ongeveer 100 afleveringen gemaakt.
Een ander programma op beeldende kunstgebied in die periode was Openbaar Kunstbezit van Teleac. De betrokkenen bij dat programma waren geen liefhebbers van Janssen. Ze vonden hem meer een conferencier of ook wel een handelsreiziger. Janssen werd verweten dat hij de kunst ontheiligde en tot bezit van de straat maakte, dat hij een "populistische goochelaar was die de kunst te grabbel gooide". De kijkers waren wellicht meer geboeid door Janssen, de emoties die hij toonde en zijn trillende handen, dan door de getoonde kunstobjecten, maar hij bereikte wel een groot deel van de bevolking dat op zondagavond aan de tv gekluisterd zat. In die periode waren er nog maar twee Nederlands televisienetten.
Janssen probeerde in het programma Kunstgrepen vooral zijn enthousiasme voor beeldende kunst op de kijkers over te brengen. De lange, magere gestalte van Janssen stond of zat soms nogal statisch in beeld, wat voor die tijd niet ongewoon was. Desondanks wist hij indringend de aandacht te vestigen op de kunstuitingen waarvoor hij warm liep. Hij doorbrak soms de conventionele presentatiestijl, zoals in de uitzending die hij presenteerde met een stoel omgekeerd op zijn hoofd.
Janssen was ook een vaste gast in het programma Ren je rot. Op 3 juli 1988 was Janssen de eerste gast in het programma Zomergasten. Op 16 september 2017 werd een Close Up-uitzending over zijn leven met de kunst uitgezonden: 'Pierre Janssen - In de greep van de kunst'

## Prijzen
In 1961 ontving Janssen de (allereerste) Zilveren Nipkowschijf voor zijn televisiewerk, samen met AVRO-regisseur Leen Timp.
In 1989 ontving Janssen "vanwege zijn bijdrage aan de beeldende kunst in het museum en op de televisie" de humanistische Dr. J.P. van Praag-prijs met als motivering dat Janssen heeft laten zien dat beeldende kunst als een intermenselijk fenomeen kon worden beschouwd.

## Persoonlijk
Janssen woonde samen met Eva Schaap, met wie hij drie kinderen kreeg. Later was hij de partner van politica Rie de Boois, die van 1972 tot 1987 lid van de Tweede Kamer was.

## Trivia
- Janssen komt voor in het lied 'Zeur niet' van Annie M.G. Schmidt uit de musical 'Heerlijk duurt het langst' (1965). Conny Stuart zingt daar: "Ga judo leren, ga striptease dansen, schiet je revolver leeg, peng, op Pierre Janssen, maar zeur niet." [4]